# Федір Острозький
Федір Острозький (1360 — перед 1410 / після 1437) — руський князь, військовий, державний, релігійний діяч Великого князівства Литовського. Намісник Луцького князівства, учасник гуситського руху, православний монах і святий. Зробив багато для оборони й розбудови українського суспільства у складі Великого князівства Литовського в XIV–XV ст.

## Життєпис
На думку Леонтія Войтовича, походження князів Острозьких дискусійне, хоча він вважає батька Федора, князя Данила — сином слонімського, та, можливо, острозького князя Василька Романовича (1256/60—поч. XIV ст.), сина князя Романа Даниловича (бл. 1230—бл. 1261) та онука короля Данила. Також цей дослідник стверджував, що здогадка Зигмунта Радзіміньського про походження Острозьких від незнаних конунгiв вікінгів, які осіли на Волині мало не в часи Рюрика, нічим не підтверджується. Свого часу Стефан Кучинський стверджував, що Федір Острозький, без сумніву, був представником великокняжого роду Гедиміновичів, хоча вже тоді інші дослідники вважали його нащадком роду Рюриковичів. Батько Данило — князь на Турові, Холмі, Острогу.
1386 або 1387 року став намісником Луцького князівства після його відібрання від князя Федора Любартовича. Тоді з братом Михайлом вони присягнули на вірність королю Владиславу Ягайлу і зобов'язались пильнувати Луцького замку.
Грамотою, даною 11 травня 1386 в Луцьку, король Владислав II Ягайло і великий князь Вітовт, що відвоювали на Волині місця, зайняті угорцями, віддали в спадкове володіння місто Острог з повітом і містами Заславом, Корцем і Хлапотином князю Федорові Даниловичу з його потомством (в інших джерелах — підтвердив його права на Острог, дав йому міста Корець і Заслав з багатьма селами).
За версією С. Кучинського, 4 листопада 1386 року Ягайло надав Федору Даниловичу дідичним (спадковим) правом Острог за його та предків заслуги, застерігаючи собі таке виконання служби князем Федором, яке він виконував для Любарта; цього дня привілей разом підтвердили Ягайло та Вітовт, вказуючи на волості, належні Острозькому: Корець, Заслав, Хлапотин, Іванин, Хрестовичі, Красне та інші, які державив його батько Данило. Для цілковитого забезпечення цього надання його мали підтвердити князь володимирський Федір Любартович з братами Лазарем, Семеном і матір'ю Ольгою. Під тиском Ягайла князь Федір Любартович звільнив Федора Острозького від васальної присяги.
З 1386 чи 1387 року до 1392-го був намісником Луцького князівства. Був крем'янецьким, брацлавським (у 1434 присягнув королю як староста кам'янецький і брацлавський), подільським у 1432—1434 роках старостою.
За твердженням Єжи Вирозумського, сприяв католикам: в Острозі заклав кляштор домініканців, для них переказав церкву Матері Божої
1390 року допомагав Ягайлові боронити Вільнюс від нападу Вітовта з тевтонцями, за що отримав поновлення привілею на Острог, Заслав, Бродово. Того ж року від королеви Ядвіги отримав підтвердження своїх прав на Острозьке князівство з обов'язком служби «нам, нашим наступникам і Короні Польській».
4 листопада 1393 року в Кракові отримав поновлення привілею на Острог; 17 липня 1396 в Луцьку отримав від Вітовта поновлення привілею на Острог. Того року великий князь Вітовт збільшив його володіння.

### Версія Л. Войтовича
За версією українського історика Л. Войтовича Федір не помер на початку XV ст., а продовжив свою діяльність.
Не брав участі в Ґрюнвальдський битві (1410) проти хрестоносців.
1418 року прибув на Констанцький собор як «князь Червоної Русі», тобто претендент на Галицько-Волинську спадщину. У 1418—1431 роках перебував в еміграції в Чехії. Підтримуючи гуситів, брав активну участь разом з іншим колишнім прихильником Ягайла князем Зигмунтом Корибутовичем у війні проти імператора Сигізмунда Люксембурга.
Після смерті Вітовта (1430) ужив усіх зусиль, щоби звести на великокняжий престол Свидригайла, завдав полякам цілий ряд поразок.
Князь Федір Острозький мав під собою велике військо, і 1432 року сміливо очистив від поляків м. Смотрич, і мало не знищив усю польську армію... Так же сміливо він очистив від них 1433 року Луцьк та Кам'янець.
1432 року він і союзники на ріці Мурафа оточили поляків; врятувалася лише маленька купка, втікши в Галичину. Зокрема, в полон потрапив Теодорик Бучацький Язловецький. У 1433 Федір Острозький після кровопролитного бою взяв Кам'янець-Подільську фортецю. За більшістю тогочасних джерел перераховані події пов'язані з князем Федьком Несвізьким, а не Острозьким, а помилка сталась через те що польський хроніст Ян Длугош сплутав їх.
Помер, за даними Л. Войтовича, після 1437 року (за давнішими — бл. 1410-го). Наприкінці свого життя покинув світські справи, постригся у ченці Києво-Печерського монастиря під ім'ям Феодосій. Жив у Дальній Феодосієвій печері, де був похований, померши ченцем (те саме зробила його дружина Агафія (пол. Agata) з Чурилів, похована там же як Агрипіна).

### Сім'я
Був одружений з донькою волинського боярина Чурила Бродовського, Агафією. 1385 року швагро записав (дарував) йому свій родовий маєток Бродово, аби князь, його дружина і нащадки «печаловали са душою моєю и жоны моее душею». Близько 1435 року Андрій Федорович Острозький заставив Тучампи (Tuczampy) своєму братові Чурилу, галицькому підкоморію, тому Адам Бонецький припускав, що Іван (Івоня) з Клеччі, безсумнівний засновник роду Чурилів, міг бути ідентичним Чурилові Бродовському, а дружина князя Агафія — його дочкою. Діти:
- Данило (Дашко) (?—після 1420)
- Федір (Фридерик) — відомий учасник гуситського руху.
- Андрій (Андрушко) (?—після 1436)
- Василь (бл. 1392—1450) — князь острозький
- Анастасія — дружина друцького князя Івана Семеновича Путяти
- Федора-Анна — дружина пана на Ксьонжу та Рабштині Яська Спитковича Мельштинського[11].

## Канонізація
Наприкінці XVI — на початку XVII ст. його було канонізовано. Днями пам'яті преподобного Феодосія Острозького є 24 серпня (за ст. ст. 11 серпня) і 10 вересня (за ст. ст. 28 серпня).

В акафісті всім Печерським преподобним про нього сказано: 
|  | "Радуйся, княже Феодоре, бо на честь і славу Церкви православної ти багато потрудився". |

Преосв. Антоній (Храповицький), архієп. Волинський, склав святому особливу службу (надрукована для загальноцерковного вжитку в 1908).

## Мощі
1638 року Атанасій Кальнофійський свідчив, що «преподобный Феодор открыто почивает в Феодосиевой пещере в целом теле».
Мощі прп. Григорія Чудотворця спочивають у Дальніх печерах, поряд з нетлінними мощами преподобного Лукіяна Священномученика та недалеко від місця, позначеного як келія преп. Феодосія на карті Кальнофойського (1638).
Комплексні медико-антропологічні дослідження святих мощей Києво-Печерської лаври показали, що ріст святого становив 170~176 см.

## Вшанування пам'яті
В Острозі Рівенської області в 2000 був встановлений пам'ятник князям Острозьким. Серед них і Федір Острозький.